# Oskar (namn)
För andra betydelser, se Oskar.
Oskar eller Oscar, mansnamn, från forniriska "Oscur". Till keltiskan kan namnet ha kommit ifrån det fornisländska Ásgeirr, som är sammansatt av orden áss som i asagudar och geirr som betyder 'spjut', och är besläktat med den västfrankiska formen av namnet, Ansgar. Alternativt kan namnet vara bildat av de iriska orden os och cara, och skulle då betyda ungefär "hjortvän".
Namnet blev populärt då det förekommer i James Macphersons diktverk Ossians sånger. Napoleon var beundrare av Ossians sånger och gav namnet till sin  gudson, Joseph Bernadotte, som senare blev Oscar I, kung av Sverige. Följaktligen fick många svenskar vid den tiden namnet Oscar. Kring millennieskiftet var Oskar ett av de allra vanligaste namnen bland nyfödda pojkar i Sverige. Populariteten hade stigit snabbt under 1990-talet. Förra gången Oskar var ett modenamn var kring förra sekelskiftet, men det togs in i svenska almanackan den 28 januari 1811 för att hedra den nyvalde arvprinsen Joseph François Oscar (Bernadotte), senare kung Oscar I. Innan Oscar Bernadotte blev svensk arvprins var namnet så gott som okänt i Sverige.
Den 31 december 2005 fanns totalt 65 067 personer i Sverige med namnet Oskar varav 28 690 med det som tilltalsnamn. År 2003 fick 1 934 pojkar namnet, varav 1 042 fick det som tilltalsnamn.
Namnsdag i Sverige: 1 december. I den finlandssvenska namnsdagslängden har Oskar namnsdag 1 december sedan starten 1929, då en egen namnsdagskalender togs i bruk för finlandssvenskar.

## Personer med namnet Oskar/Oscar
- Oscar I, svensk och norsk kung 1844
- Oscar II, svensk och norsk kung 1872
- Oscar, svensk och norsk prins 1859, son till kung Oscar II
- Karl Oskar, svensk och norsk prins och arvfurste (1852–1854), son till kung Karl XV
- Oscar, svensk prins född 2016, son till kronprinsessan Victoria och prins Daniel
- Oscar Ahnfelt, tonsättare och lekmannapredikant
- Oscar Alin, statsvetare och historiker, universitetsrektor
- Oskar Andersson, ("OA"), serietecknare, skapare av Mannen som gör vad som faller honom in
- Oscar Arpi, kördirigent
- Oscar Björck, svensk konstnär
- Oscar Byström, svensk tonsättare
- Oscar dos Santos Emboaba Júnior, brasiliansk fotbollsspelare
- Oscar Hiljemark, fotbollsspelare
- Oskar von Hindenburg, tysk militär och politiker
- Oscar de la Hoya, amerikansk-mexikansk boxare
- Oskar Klein, teoretisk fysiker
- Oskar Kokoschka, österrikisk konstnär och författare
- Oskar Kullberg, svensk apotekare
- Oscar Käck, friidrottare
- Oskar Lafontaine, tysk politiker
- Oscar Levertin, författare
- Oscar Lewicki, fotbollsspelare
- Oskar Lindberg, tonsättare
- Oskar Lindblom, ishockeyspelare
- Oskar Linnros, sångare och musiker
- Carl Oscar Mannström, psalmförfattare
- Oskar Merikanto, finländsk tonsättare och organist
- Oscar Montelius, arkeolog, riksantikvarie, ledamot av Svenska Akademien
- Oscar Peterson, kanadensisk jazzpianist
- Oscar de la Renta, amerikansk-dominikansk modeskapare
- Oskar Schindler, sudettysk industriman, räddade 1100 judar från Förintelsen
- Oskar Svensson, längdskidåkare
- Oscar Swahn (skytt), OS-guld 1908 och 1912
- Oskar Svärd, längdskidåkare, flerfaldig vasaloppsvinnare
- Oscar von Sydow, statsminister, landshövding, riksmarskalk
- Oscar Torp, norsk socialdemokratisk politiker, statsminister 1951-1955
- Oscar Tropp, svensk dansör, koreograf
- André Oscar Wallenberg, bankman och politiker
- Oscar Wilde, irländsk författare
- Oscar Winge, svensk skådespelare, regissör, teaterchef och friidrottare
- Oscar Youngdahl, amerikansk politiker